# Jacques Glassmann
Jacques Glassmann (Mulhouse, 22 de julho de 1962) é um ex-futebolista e ex-treinador francês que atuava como líbero, zagueiro e lateral-esquerdo. Ficou famoso por ter revelado o escândalo de suborno envolvendo o Marseille e o Valenciannes em 1993, fato pelo qual ganhou Prêmio Fair Play da FIFA dois anos depois.

## Carreira

### Começo
Glassmann iniciou sua carreira em 1973, na base do Mulhouse, clube de sua cidade natal, ficando até 1977.

### Strasbourg
Em 1978, foi para o RC Strasbourg. Estreou dia 22 de novembro de 1978, no empate de 0–0 contra o Duisburg, válido pelas oitavas da Copa da UEFA, com apenas 16 anos. Seu primeiro gol foi na derrota por 4–3 para o PSG, válido pela 12a rodada da Campeonato Francês de Futebol de 1982-83. Ao todo ficou seis temporadas no clube e ganhou o Campeonato Francês de 1978–79.

### Mulhouse e Tours
Após um pedido seu, em 1984 retorna ao Mulhouse, ficando três anos no clube que o revelou, e em 1987 tem uma rápida passagem pelo Tours FC.

### Valenciennes
Glassmann chegou no Valenciennes em 1988. Após três temporadas, o clube consegue na 4ª tentativa o acesso para Division 1 de 1992-93, após o vice-campeonato na Segunda Dvisão.
Porém, Glassmann ficou famoso e mais marcado por denunciar o episódio de suborno envolvendo o Marseille e o Valenciannes, seu time, no qual o clube de Marselha havia oferecido dinheiro para entregar o jogo, à mando de seu presidente na época, Bernard Tapie. O Marseille foi punido com a queda para segunda divisão por esse episódio, enquanto Glassmann ganhou o prêmio Fair Play em 1995, pela sua honestidade e coragem.

### Aposentadoria
Após o Valenciannes, passou pelos clubes amadores US Maubeuge e USR Sainte Rose, até se aposentar em 1998. Chegou a treinar o time Sub-17 do Strasbourg durante 1998 e 1999. De 2002 a 2023, Glassmann trabalhou como diretor na UNFP (Union nationale des footballeurs professionnels), principal sindicato de jogadores franceses profissionais.

## Caso de suborno

### Denúncia de Glassmann
O caso ocorreu no dia 20 de maio de 1993, no intervalo da partida entre o Marseille e o Valenciannes. Jacques Glassman, jogador do Valenciennes na época, contou ao então técnico do seu time, Boro Primorac,  que ele próprio e mais dois companheiros de equipe (Christophe Robert, capitão do Valenciannes, e Jorge Burruchaga, campeão mundial com a Argentina em 1986), sofreram uma tentativa de suborno do jogador Jean-Jacques Eydelie, do Olympique de Marseille, (que foi enviado pelo diretor Jean-Pierre Bernès, mandado pelo presidente do clube na época Bernard Tapie, com Bernès inclusive tendo feito a acusação contra o presidente, onde revelou os detalhes do caso depois de ter negado primeiro) para “ir devagar” (já que o Marselha ia jogar com o PSG pela disputa da Division 1 e a final da Champions contra o Milan, ganhando as duas decisões) em troca de 200 mil francos. Entretanto, Glassman recusou o suborno, enquanto Robert aceitou. Burruchaga havia aceitado, mas logo mudou de ideia e recusou.

### Conclusão da investigação
As investigações concluíram que o Marseille subornou os três jogadores do Valenciennes, tendo logo após o fim do jogo a polícia ido ao vestiário do clube para investigar. Foi encontrado uma quantia de US$ 50 mil enterrado no quintal da casa da sogra de Christophe Robert, à quem Tapie alegou ter dado o dinheiro para ajudar na construção de um restaurante.

### Consequências
Os principais envolvidos no esquema foram presos. O presidente Bernard Tapie foi condenado a dois anos de prisão, juntamente com o diretor do clube, Jean-Pierre Bernès. Já Eydelie, foi condenado a um ano, mas ficou somente 17 dias preso. Ao sair da prisão, foi supenso por um ano e meio, sendo que Eydelie antes do escândalo, estava no auge na carreira.
O Marseille perdeu o título francês da temporada 1992–93 (que devido ao escândalo, foi oferecido ao PSG que tinha ficado em 2º colocado, mas o clube recusou o título e acabou ficando definido que não teve um campeão) e a chance de defender o título da Champions na temporada seguinte, além de ter sido excluído do Mundial de Clubes, contra o São Paulo (O Milan foi em seu lugar). Entretanto, a conquista do título da Champions vencido, se manteve. E por fim, o Marseille ainda foi rebaixado para a Segunda Divisão Francesa e decretou falência, só conseguindo se recuperar em 1996.

## Títulos

### Strasbourg
- Campeonato francês de futebol: 1978–79

### Prêmios individuais
- Prêmio Fair Play da FIFA: 1995